# 黃金城 (馬)
黃金城（日语：ゴールドシチー），是日本純種競賽馬匹。生涯活躍於一哩至長途賽事共獲均有表現，總獲獎金1億5770萬,400日圓，總戰績20戰3勝，名次分佈為3-4-3-10。其主要勝場包括1986年阪神三歲錦標一場一級賽，同年亦成爲優駿賞最佳3歲雄馬，另外亦曾於1987年皐月賞及菊花賞兩場均敗在櫻花星王手下取得亞軍。

## 出賽前
1984年4月14日出身於北海道門別町（今日高町）田中茂邦牧場，成長途中於母系所屬的一口馬主俱樂部友駿競馬俱樂部進行馬主募集。
其後交由栗東訓練中心練馬師清水出美訓練。

## 競賽生涯

### 3歲（現2歲）
1986年6月15日出戰札幌競馬場3歲新馬戰，然而因漏閘原因以處於劣勢局面，即使於直路不斷加速仍然無補於事，最終以第五落敗。
其後出戰另一場3歲新馬戰取得亞軍後，終於在7月的3歲未勝利戰中採用領放戰術不斷拉開對手，最終以6馬位優勢取得首勝。
7月27日出戰札幌三歲錦標，然而於沙圈中表現出的焦躁在賽事中仍未消散，最終於比賽途中無法發揮完全實力下被領放馬Gal Dancer拉開，以3 1/2馬位差距落敗得第二。
9月12日出戰公開賽宇宙賞，本次比賽於初段採用先頭戰術保持於約莫第二的位置推進，但進入對面直路稍爲墮後減速。通過第四彎道時候，其重新於所在位置加速並轟出全場最佳末腳，最終超越前方的領放馬下成功取得領先，以1/2馬位奪得勝。
其後出戰關西3歲王者決定戰阪神三歲錦標，賽前獲得第三人氣。比賽開始後，其跟隨前方領放馬Meisho Matsukaze的慢步速於前方位置逐步推進，並於最後彎道時候瞬間衝出取得領先。進入直路後其進入全速狀態不斷突放，但於直路中段稍爲失速下被後方的Sankin Hayate及Foundrysky迫近，最終三匹賽駒以平頭姿態衝過終點線。而其後賽會根據照片碰定，確認黃金城以頭位優勢險勝對手，成功奪得首個一級賽冠軍之餘亦爲騎師本田優、練馬師清水出美、馬主友駿競馬俱樂部及生產者田中茂邦牧場等所有陣營相關人士帶來首個一級賽優勝。
年末，雖然其於評選中獲得39票以14票之差敗於贏得關東3歲王者決定戰朝日盃三歲錦標的Merry Nice，但考慮到其於於關西地區3歲馬之中的實力，最終仍然和對手一同獲得最佳3歲馬頭銜。

### 4歲（現3歲）
1987年年初以春季錦標作爲年度首戰，雖然賽前獲得第一人氣，然而選擇居中戰術下無法於直路順利衝出，未能超越前方的賽駒下僅跑獲第六。
4月19日出戰皋月賞，因爲於賽前4日出現腹絞痛症狀而評價大爲下降，在賽前僅第十一人氣。比賽開始後，其並未如同以往一般選擇先行或居中的戰術，反應停留於尾二的位置緩慢推進。進入直路後，騎師本田指揮其抽出外檔一口氣進行加速，雖然未能對一早衝出的且跑出全場最佳末腳的櫻花星王造成威脅，但仍然可以超越其他所有賽駒並以頭位優勢壓贏Material，以爆冷姿態取得一席亞軍。
休整過後出戰東京優駿（日本打吡），由於本次比賽主要對手櫻花星王因韌帶炎而缺席，因而其於賽前獲得第二人氣。比賽開始後，其保持於中團位置逐步推進，於第二彎道時開始發力佔先。然而進入直路後，其入屋直路入口減速的壞習慣再度出現，最終被其他對手追過下以第四落敗。
入秋後出戰神戶新聞盃作爲起動戰，但未能追上前方的Max Beauty及Hide Ryu O以第三完賽，其後於京都新聞盃雖然以第三名衝線，但賽後的審議指出Million Caspar失去平衡爲黃金城的外閃動作造成，因而被判處失格。
11月8日出戰菊花賞，將和復出的櫻花星王進再決戰。比賽開始後，其保持於中團靠前約莫第七的位置推進，雖然於第三彎道稍爲墮後至第十，但於第四彎道重新加速進佔原本的位置。進入直路後，其以優秀的速度瞬間衝出，可惜再度未能超越前方經已領先的櫻花星王，最終以1/2馬位敗於對手取得亞軍。
其後出戰鳴尾紀念，雖然於賽前獲得第一人氣，但於直路上無法保持優勢的節奏，最終不斷失速下以第六完賽。

### 5歲（現4歲）
1988年出戰衆多賽事但無一掄元，春季時出戰產經大阪盃及春季天皇賞分別取得第四及第五，雖然入秋後於京都大賞典跑獲一席季軍，但其後於日本盃以第十二大敗。

### 6歲（現5歲）
1989年年初以產經大阪盃作爲年度首戰，於其中發揮不俗的實力，最終僅敗於八重無敵及Land Hiryu取得第三。
然而其後狀態再度下滑，出戰出戰春季天皇賞及寶塚紀念均因爲未能於直路衝出以大敗，分別獲得第十一及第十。
寶塚紀念過後，陣營認爲其狀態經已不適合繼續競賽，因而安排其退役。

### 詳細賽績
| 日期       | 舉辦國家 | 馬場 | 距離   | 級別 | 賽事名稱     | 負重 | 騎師     | 馬號 | 出馬 | 名次 | 時間   | 頭馬（二馬）      |
| ---------- | -------- | ---- | ------ | ---- | ------------ | ---- | -------- | ---- | ---- | ---- | ------ | ----------------- |
| 15/6/1986  | 日本     | 札幌 | 泥1000 |      | 3歲新馬      | 53   | 本田優   | 5    | 10   | 5    | 1:03.0 | Miho Best         |
| 29/6/1986  | 日本     | 札幌 | 泥1200 |      | 3歲新馬      | 53   | 本田優   | 3    | 6    | 2    | 1:14.4 | Kyoei Yuki        |
| 12/7/1986  | 日本     | 札幌 | 泥1200 |      | 3歲未勝利    | 53   | 本田優   | 5    | 9    | 1    | 1:13.9 | （Tone Komichi）  |
| 27/7/1986  | 日本     | 札幌 | 泥1200 | GIII | 札幌三歲錦標 | 53   | 本田優   | 2    | 12   | 2    | 1:13.4 | Gal Dancer        |
| 20/9/1986  | 日本     | 函館 | 草1700 | OP   | 宇宙賞       | 54   | 本田優   | 3    | 9    | 1    | 1:45.6 | Tokino Carol      |
| 14/12/1986 | 日本     | 阪神 | 草1600 | GI   | 阪神三歲錦標 | 54   | 本田優   | 3    | 8    | 1    | 1:37.1 | （Sankin Hayate） |
| 29/3/1987  | 日本     | 中山 | 草1800 | GII  | 春季錦標     | 56   | 本田優   | 1    | 12   | 6    | 1:49.9 | Material          |
| 19/4/1987  | 日本     | 中山 | 草2000 | GI   | 皋月賞       | 57   | 本田優   | 19   | 20   | 2    | 2:02.3 | 櫻花星王          |
| 31/5/1987  | 日本     | 東京 | 草2400 | GI   | 東京優駿     | 57   | 本田優   | 11   | 24   | 4    | 2:28.9 | Merry Nice        |
| 27/9/1987  | 日本     | 阪神 | 草2000 | GII  | 神戶新聞盃   | 56   | 猿橋重利 | 2    | 8    | 3    | 2:03.0 | Max Beauty        |
| 18/10/1987 | 日本     | 京都 | 草2000 | GII  | 京都新聞盃   | 57   | 猿橋重利 | 6    | 12   | DSQ  | DSQ    | Leo Tenzan        |
| 8/11/1987  | 日本     | 京都 | 草3000 | GI   | 菊花賞       | 57   | 河内洋   | 2    | 18   | 2    | 3:08.1 | 櫻花星王          |
| 6/12/1987  | 日本     | 阪神 | 草2500 | GII  | 鳴尾紀念     | 56.5 | 河内洋   | 3    | 13   | 6    | 2:34.4 | 玉藻十字          |
| 3/4/1988   | 日本     | 阪神 | 草2000 | GII  | 產經大阪盃   | 56   | 河内洋   | 10   | 12   | 4    | 2:02.0 | Fresh Voice       |
| 29/4/1988  | 日本     | 京都 | 草3200 | GI   | 春季天皇賞   | 58   | 河内洋   | 10   | 18   | 5    | 3:23.7 | 玉藻十字          |
| 9/10/1988  | 日本     | 京都 | 草2000 | GII  | 京都大賞典   | 57   | 本田優   | 01   | 8    | 3    | 2:27.6 | Meisho Eikan      |
| 27/11/1988 | 日本     | 東京 | 草2400 | GI   | 日本盃       | 57   | 本田優   | 4    | 14   | 12   | 2:26.9 | 管家              |
| 2/4/1989   | 日本     | 阪神 | 草2000 | GII  | 產經大阪盃   | 57   | 本田優   | 12   | 13   | 3    | 2:02.1 | 八重無敵          |
| 29/4/1989  | 日本     | 京都 | 草3200 | GI   | 春季天皇賞   | 58   | 本田優   | 6    | 18   | 11   | 3:21.0 | 稻荷一            |
| 11/6/1989  | 日本     | 阪神 | 草2200 | GI   | 寶塚紀念     | 57   | 本田優   | 2    | 16   | 10   | 2:15.7 | 稻荷一            |

## 退役後
退役後，黃金城並未入種，而是於宮崎縣宮崎市宮崎競馬場（今宮崎育成牧場）休養，在1990年作爲乘騎馬使用，亦有接受訓練以於未來轉戰場地障礙賽。
1990年5月1日，其懷疑於放草時和其他馬匹發生衝突再撞向欄杆並跌倒，因而右前腳出現腫脹的徵象。經過醫療團隊緊急處理後，其於5月2日接受X光檢查後被發現爲右前腳腕骨骨折並確認予後不良，最終被施以安樂死，享年7歲（現6歲）。

## 血統簡介
父系Viceregal爲加拿大賽駒，生涯雖然僅於一場賽事落敗，但未有任何分級賽進賬。祖父北地舞人亦爲加拿大賽駒，爲美國三冠賽雙冠軍馬，退役後亦爲著名種馬，被譽爲當時改變世界的種馬之一。
母系Italian City爲日本賽駒，生涯戰績不佳僅勝出一場賽事。外祖父Tesco Boy爲英國賽駒，生涯戰績優秀，曾於1966年勝出女皇安妮錦標。

### 血統表
| 父線：北地舞人系（新北區系）               |                             |               |                |
| 種馬 尼真斯基 1967年（棗色）               | 北地舞人 1971年（棗色）     | 新北區        | Nearco         |
| 種馬 尼真斯基 1967年（棗色）               | 北地舞人 1971年（棗色）     | 新北區        | Lady Angela    |
| 種馬 尼真斯基 1967年（棗色）               | 北地舞人 1971年（棗色）     | Natalma       | 天才舞者       |
| 種馬 尼真斯基 1967年（棗色）               | 北地舞人 1971年（棗色）     | Natalma       | Almahmoud      |
| 種馬 尼真斯基 1967年（棗色）               | Victoria Regina （栗色）    | Mentrier      | Fair Copy      |
| 種馬 尼真斯基 1967年（棗色）               | Victoria Regina （栗色）    | Mentrier      | La Melodie     |
| 種馬 尼真斯基 1967年（棗色）               | Victoria Regina （栗色）    | Victoriana    | Windfields     |
| 種馬 尼真斯基 1967年（棗色）               | Victoria Regina （栗色）    | Victoriana    | Iribelle       |
| 繁殖雌馬 Italian City 1979年（棗色）       | Tesco Boy Tesco Boy（棕色） | Princely Gift | Nasrullah      |
| 繁殖雌馬 Italian City 1979年（棗色）       | Tesco Boy Tesco Boy（棕色） | Princely Gift | Blue Gem       |
| 繁殖雌馬 Italian City 1979年（棗色）       | Tesco Boy Tesco Boy（棕色） | Suncourt      | Hyperion       |
| 繁殖雌馬 Italian City 1979年（棗色）       | Tesco Boy Tesco Boy（棕色） | Suncourt      | Inquisition    |
| 繁殖雌馬 Italian City 1979年（棗色）       | Rinnes 1972年（棗色）       | Arctic Star   | Nearco         |
| 繁殖雌馬 Italian City 1979年（棗色）       | Rinnes 1972年（棗色）       | Arctic Star   | Serena         |
| 繁殖雌馬 Italian City 1979年（棗色）       | Rinnes 1972年（棗色）       | Siegerin      | Cover Up Nisei |
| 繁殖雌馬 Italian City 1979年（棗色）       | Rinnes 1972年（棗色）       | Siegerin      | Hiroichi       |
| 雌系：號族：4-m                            |                             |               |                |
| 五代內近親交配：Nearco 4×5×5、Hyperion 5×4 |                             |               |                |

## 命名由來
名字中，Gold（ゴールド）即是金色，聯想自馬匹本身的毛色，City（シチー）就是馬主友駿競馬俱樂部冠名，意思即是「城市」。

## 外部連結
- 黃金城 netkeiba.com
- 黃金城 sportsnavi.com
- 黃金城 jbis.or.jp
- 黃金城 racingpost.com
- 血統表